# 王祖同
王祖同（1861年—1919年）字肖庭，河南省歸德府鹿邑縣人，清朝及中华民国政治人物。

## 生平
王祖同生于清朝咸丰五十一年（1861年），光緒十五年，登己丑科进士；同年五月，改翰林院庶吉士。光緒十六年四月，散館，授翰林院編修。任丁酉科山西乡试正考官，陕西道（1902年任）、云南道、福建道、京畿道各道监察御史，督理五城街道御史，户科给事中，广西庆远府知府，江西饶州府知府，二品衔补用道。
中华民国成立后，他历任河南布政使（1912年任）、财政司长、内务司长。1914年，他任约法会议议员。1915年，他任广西巡按使（原来任命李国筠担任广西巡按使，但李国筠辞未就），后又兼会办广西军务。1915年底袁世凯称帝，陆荣廷和王祖同发电劝袁世凯称帝，然而陆荣廷私下密谋反袁。1916年3月，陆荣廷在柳州通电讨袁，并宣布就任两广护国军总司令。不久他从柳州回到南宁，裁撤了广西巡按使公署，将巡按使王祖同礼送至香港。